# Eleutherodactylidae
Eleutherodactylidae (лат.) — семейство бесхвостых земноводных, обитающих в Новом Свете. До 2008 года рассматривалось как подсемейство Eleutherodactylinae семейства свистуновых.

## Описание
Размеры колеблются от 10,5 мм (Eleutherodactylus iberia) до 88 мм (Eleutherodactylus inoptatus). Наблюдается половой диморфизм: самки крупнее самцов. Окраска разнообразна, соответствует месту проживания того или иного вида. Голова небольшая, глаза с вертикальными зрачками. Сошниковые зубы отсутствуют. Верхняя челюсть обычно с зубами. Самцы имеют боковые резонаторы. Туловище преимущественно уплощённое, присутствует хрящевая грудина. Задние конечности длиннее передних, на пальцах присоски.

## Образ жизни
Встречаются в различных ландшафтах: лесах, нагорьях, вблизи болот, ручьёв и рек. Активны в сумерках или ночью. Питаются мелкими беспозвоночными.

## Размножение
Это яйцекладущие амфибии с прямым развитием — стадия головастика отсутствует, из яйца выходят уже маленькие лягушки. Только один вид — золотистый коки — яйцеживородящий.

## Распространение
Ареал семейства охватывает Северную, Центральную и Южную Америку от центрального Техаса (США) и западной Мексики до северо-восточного Перу и Бразилии, а также Большие и Малые Антильские острова. Несколько видов распространены повсеместно.

## Классификация
На январь 2023 года в семейство включают 2 подсемейства, 4 рода и 238 видов:
Подсемейство Eleutherodactylinae Lutz, 1954
- Diasporus Hedges, Duellman & Heinicke, 2008 (17 видов)
- Eleutherodactylus Dumeril & Bibron, 1841 — Листовые лягушки (207 видов)

Подсемейство Phyzelaphryninae Hedges, Duellman & Heinicke, 2008
- Adelophryne Hoogmoed & Lescure, 1984 — Остропалые лягушки (12 видов)
- Phyzelaphryne Heyer, 1977 (2 вида)

- Phyzelaphryne miriamae Heyer, 1977
- Phyzelaphryne nimio Simoes et al., 2018

## Фото
- Eleutherodactylus marnockii
- Diasporus citrinobapheus
- Eleutherodactylus iberia
- Diasporus diastema